# Balsan (métro de Séoul)
Pour les articles homonymes, voir Balsan.
Balsan (en coréen : 발산역) est une station de passage de la ligne 5 du métro de Séoul. Elle est située, au 267, Gonghang-daero (967-3, Gayang-dong), dans l'arrondissement Gangseo-gu à Séoul, en Corée du Sud. 
Ouverte en 1996, elle est desservie par les rames qui circulent sur la ligne 5 entre Banghwa et Hanam Geomdansan ou Macheon.

## Situation sur le réseau

Plan du réseau du métro de Séoul (2023)

La station en souterrain Balsan est une station de passage de la ligne 5 du métro de Séoul : elle est située entre la station Ujangsan, en direction des terminus est Hanam Geomdansan ou Macheon, et la station Magok en direction du terminus ouest, Banghwa.

## Histoire
La station Balsan est mise en service le 20 mars 1996,, lors de l'ouverture à l'exploitation de la section, de la ligne 5 du métro de Séoul, de Banghwa à Kkachisan

## Services aux voyageurs

### Desserte
Balsan est desservie par les rames omnibus qui circulent sur la ligne 5 entre les terminus Banghwa et Hanam Geomdansan ou Macheon.

Installations
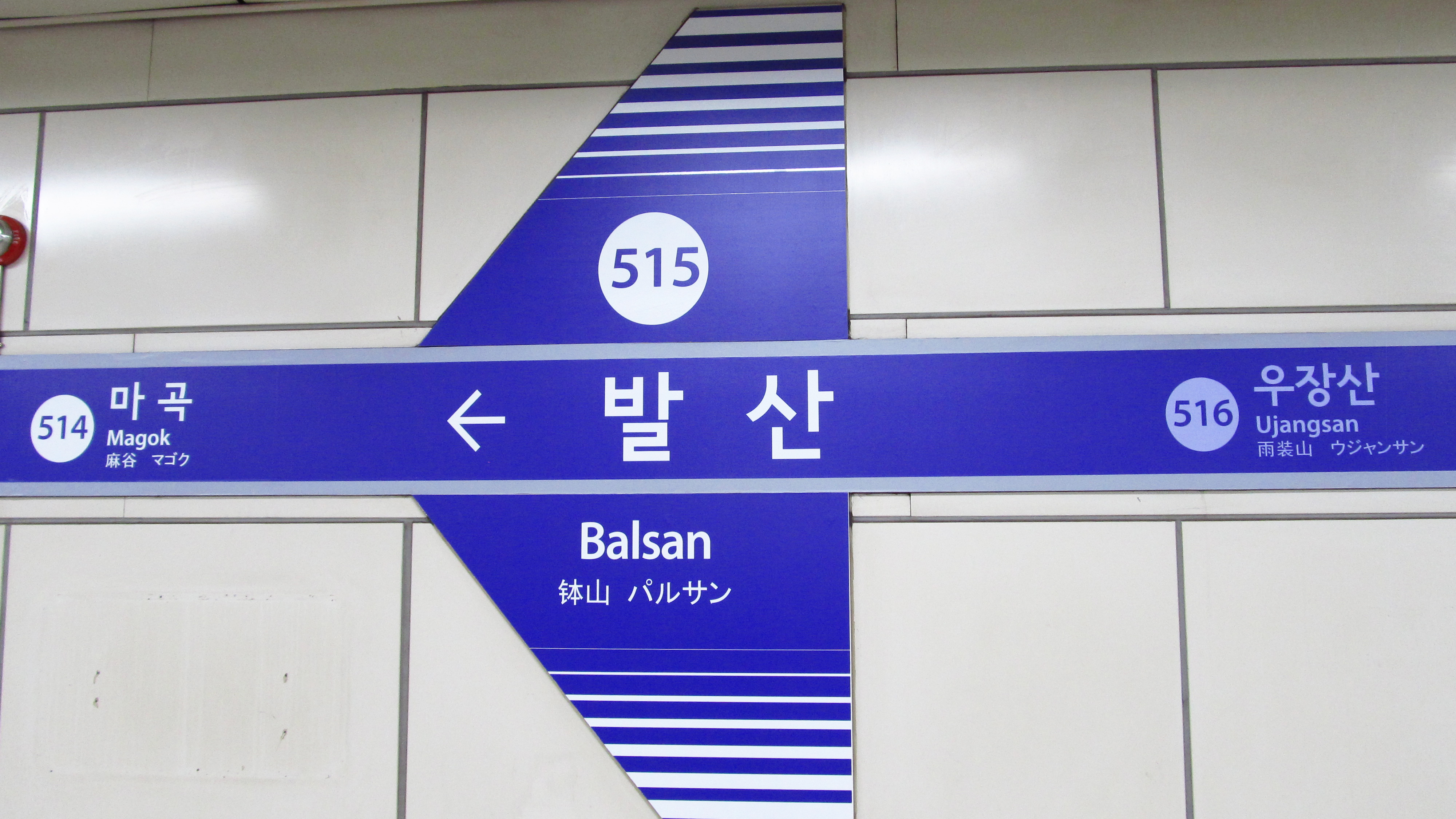
En 2018.
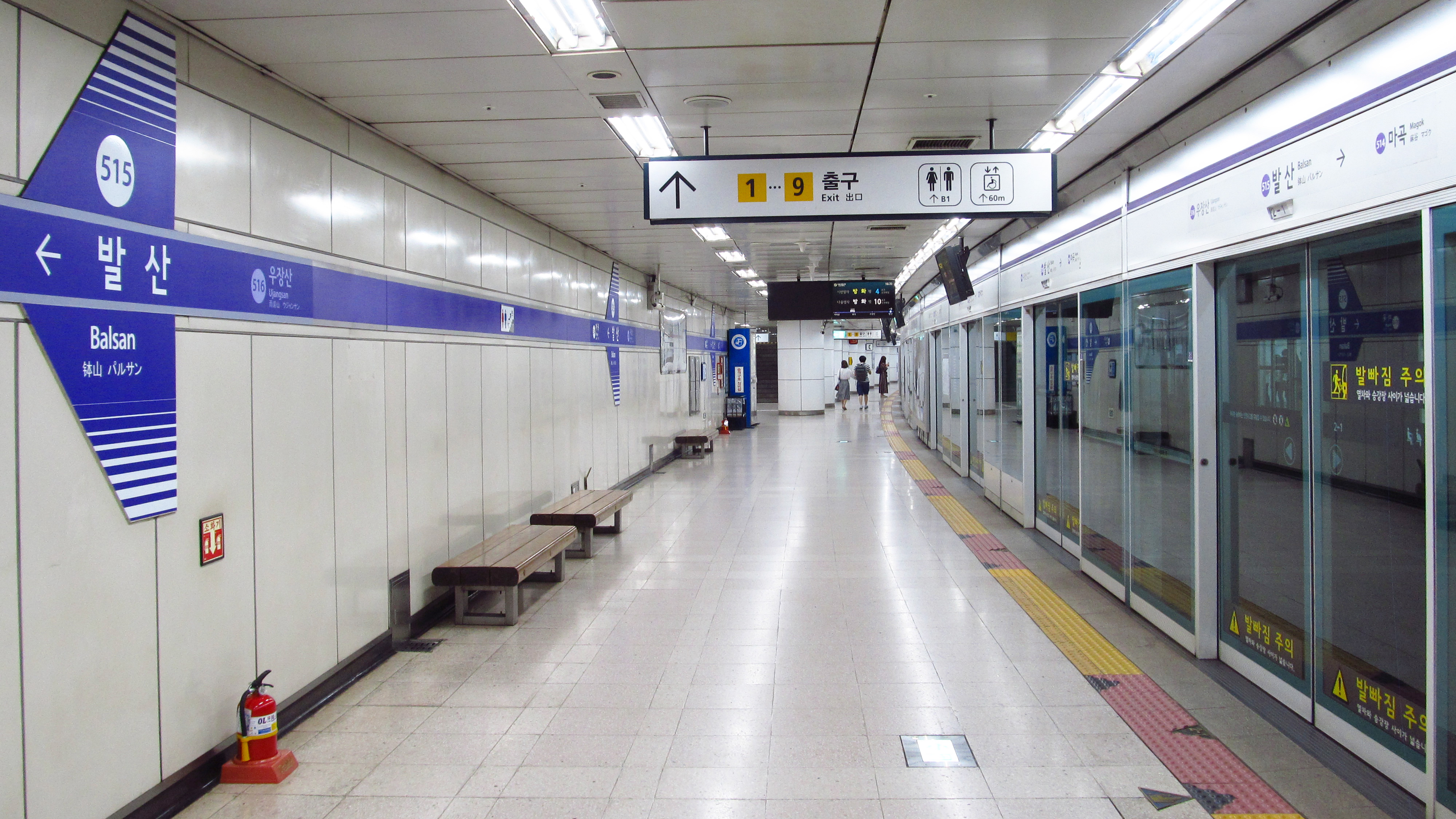
En 2018.

### Intermodalité
Des arrêts de bus sont installés à proximité.